# 羊角沟镇
羊角沟乡，是中华人民共和国辽宁省朝阳市喀喇沁左翼蒙古族自治县下辖的一个乡镇级行政单位。

## 行政区划
羊角沟乡下辖以下地区：
烧锅杖子村、崔杖子村、东沟村、老窝铺村、小黄杖子村、朱杖子村、大黄杖子村、十八奤村、上窝铺村、羊角沟村、铁沟门村、贝子沟村和下稠沟村。